# Быковский, Артём Александрович
Артём Александрович Быковский (15 июня, 2004, Воронеж) — российский футболист, нападающий московского «Спартака», выступающий на правах аренды за «Тюмень».

## Клубная карьера
Воспитанник подмосковного УОР № 5. В 17 лет перешёл в молодёжный состав московского «Спартака». Играл за его вторую команду во второй лиге «Б». Зимой 2025 года привлекался к сборам с основой. В конце февраля до конца года отправился в аренду в молдавский клуб «Петрокуб». Дебютировал в местной Суперлиге 29 марта в матче против «Шерифа» (1:1): на 82-й минуте форвард вышел на замену вместо Владимира Амброса. Всего за «Петрокуб» провёл шесть матчей и забил три мяча. В июне 2025 года вернулся в «Спартак» и проходил с клубом предсезонный сбор. 4 июля 2025 года был арендован «Тюменью».

## Карьера в сборной
Вызывался в расположение юношеских сборных России. 22 марта 2024 года дебютировал за молодёжную национальную команду страны в товарищеском матче против Уругвая в Монтевидео (1:0).